# DL Crucis
Désignations
DL Crucis, également désignée HD 106343 et HR 4653, est une étoile variable de la constellation de la Croix du Sud.

## Visibilité
DL Crucis a une magnitude apparente de 6,3 et est donc en limite de visibilité à l’œil nu sous un ciel bien noir. Elle se trouve dans la petite constellation australe de la Croix du Sud, à mi-distance entre η Crucis et ζ Crucis et près de l'étoile la plus brillante de la constellation α Crucis. Cette zone du ciel se situe dans la Voie lactée et à proximité de la nébuleuse du Sac de charbon.

## Propriétés
DL Crucis est de type spectral B1.5 Ia, ce qui en fait une supergéante bleue lumineuse avec une température supérieure à 20 000 K, 251 000 fois plus lumineuse que le Soleil. Elle a un rayon égal à environ 42 fois celui du Soleil et une masse égale à 30 fois celle du Soleil.
Le satellite astrométrique Gaia a déterminé pour DL Crucis une parallaxe de 0,2943 ± 0,0360 milliseconde d'arc, correspondant à une distance d'environ 3 400 pc (∼11 100 al), avec une incertitude de 400 parsecs. Cette valeur est proche de l'estimation obtenue par des méthodes indirectes, de 3 300 parsecs.

## Variabilité

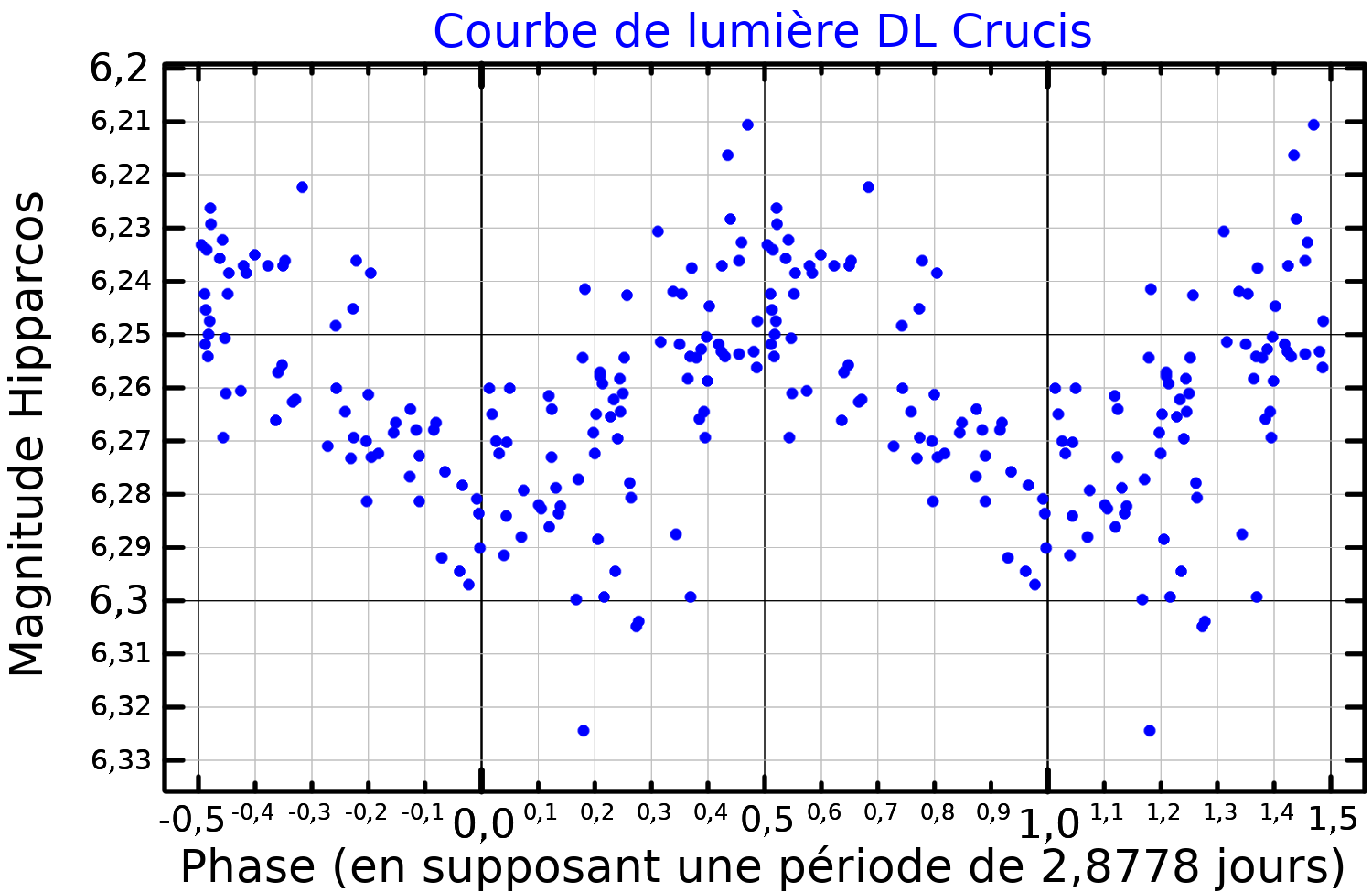
Une courbe de lumière de DL Crucis, réalisée à partir des données du télescope spatial Hipparcos

En 1977 DL Crucis (ou HR 4653) fut utilisée comme étoile de comparaison pour tester la variabilité de δ Crucis. δ Crucis se révéla constante par rapport à plusieurs autres étoiles, mais l'écart de luminosité entre celle-ci et HR 4653 variait de 0,02 magnitude. DL Crucis fut donc considérée comme variable probable avec une période supérieure à sept heures.
Une étude photométrique faite par Hipparcos a montré que DL Crucis variait jusqu'à 0,04 magnitude sur une période principale de 2 jours et 21 heures. Elle fut classée comme variable de type α Cygni. Peu de temps après, elle reçut sa désignation d'étoiles variables DL Crucis.
Une étude statistique détaillée ultérieure des mêmes données a trouvé des périodes de 3,650 et 3,906 jours, ainsi qu'une pulsation du premier harmonique, avec une variation maximale de luminosité de 0,11 magnitude.